# Kieran Scott
Kieran Scott (Montvale, New Jersey, 11 maart 1974) is beter bekend onder haar pseudoniem Kate Brian en is een Amerikaanse schrijfster.

## Biografie
Kieran Scott groeide op in Bergen County. Ze was geslaagd aan Pascack Hills High School en studeerde af aan Rutgers University waar ze zowel een major haalde in Engels als in Journalistiek. Ze werkte vier jaar als redacteur voordat ze schrijfster werd. In Nederland is ze vooral bekend om haar jeugdchicklits ofwel chickthrills, waaronder de Privé-serie en 2 vriendinnen, 1 ex en een droomprins, voor jongvolwassenen. Ook schrijft ze onder de naam Emma Harrison. Ze woont nu samen met haar man en zoon in Ridgewood, New Jersey.

### De Privé-serie
- Privé
- Verboden terrein
- Onkwetsbaar
- Bekentenissen
- Rituelen
- Tradities
- Ambitie
- Onthulling

In Amerika zijn nog 7 andere boeken uit deze serie verschenen met de volgende (Engelse) titels:
- Paradise Lost
- Suspicion
- Scandal
- Vanished
- The Prequel: Last Christmas
- Ominous
- Vengeance
- The Book Of Spells: een boek over het verleden, heden en toekomst van alle 'Billings Girls'.

Daarnaast schreef ze de spin-offserie 'Privilege' waaruit de volgende boeken verschenen:
- Privilege / privilege
- Beautiful Disaster / onheilspellende schoonheid
- Perfect Mistake
- Sweet Deceit
- Pure Sin
- Cruel Love

### Andere Young adult-boeken
- Prinses platzak
- Twee vriendinnen, 1 ex en een droomprins

- International Standard Name Identifier: 0000 0001 0374 1435
- Library of Congress Control Number: n2003039135
- Nationale Bibliotheek van Tsjechië: jo2008419399
- Nederlandse Thesaurus van Auteursnamen: 174180721
- Virtual International Authority File: 120744039
- WorldCat: E39PBJgRMKGVHtJ8kTMKdckCcP